# Vorstendom Sedan
Het vorstendom Sedan (Frans: Principauté de Sedan) was een onafhankelijke protestantse staat die zijn bestuurlijke centrum had in de stad Sedan. De staat werd geregeerd door de vorst van Sedan, die afkomstig was uit de huizen Van der Marck en La Tour d'Auvergne.

## Geschiedenis
In 1424 begon Eberhard II van der Marck met de bouw van het Kasteel van Sedan en hij zou zich ook als eerste betitelen met de titel van heer van Sedan.
In de zestiende eeuw was de heerlijkheid in handen gekomen van zijn nazaat Hendrik Robrecht van der Mark en tijdens de Franse Godsdienstoorlogen weigerde hij zich te onderwerpen aan het katholieke Frankrijk en verklaarde hij de gebieden rondom de stad Sedan onafhankelijk. Door de voortdurende godsdienstoorlogen was de onafhankelijkheid van Sedan geen grote prioriteit voor het koninkrijk. Hierdoor zou het kleine vorstendom uitgroeien tot een schuilplaats van vele hugenoten. In 1579 werd ook de hugenotische Academie van Sedan opgericht.
In 1591 huwde de erfgename van het vorstendom, Charlotte van der Marck, met Hendrik de La Tour d'Auvergne. Doordat zij kinderloos overleed, viel het vorstendom toe aan de kinderen van Hendrik uit diens huwelijk met Elisabeth van Nassau. In de jaren veertig van zeventiende eeuw spande vorst Frederik Maurits de La Tour d'Auvergne samen met Lodewijk van Bourbon-Soissons samen om de macht van Kardinaal de Richelieu en de Franse monarchie te verzwakken. Toen de kardinaal dit hoorde stuurde hij in de loop van 1641 een leger onder de leiding van Gaspard III de Coligny richting Sedan. In de Slag bij La Marfée was Frederik Maurits instaat om het Franse leger te verslaan en daarmee zijn grondgebied te beschermen.
Na de dood van de hertog van Soissons hergroepeerde het koninklijke leger zich en viel het Sedan aan. De stad werd belegerd waarop Frederik Maurits de onderhandelingen startte met de Fransen. In de zomer van 1642 onderwierp hij zich aan de koning van Frankrijk. Dit weerhield hem er niet van om opnieuw deel te nemen aan een samenzwering. Ditmaal annexeerde koning Lodewijk XIII van Frankrijk het grondgebied van het vorstendom van Sedan.

## Heersers van Sedan

### Heren van Sedan
- 1424 - 1440: Eberhard II van der Marck
- 1440 - 14??: Johan II van der Marck
- 14?? - 1487: Robrecht I van der Marck
- 1487 - 1536: Robrecht II van der Marck
- 1536 - 1537: Robrecht III van der Marck
- 1537 - 1556: Robrecht IV van der Marck
- 1556 - 1560: Hendrik Robrecht van der Marck

### Vorsten van Sedan
- 1560 - 1574: Hendrik Robrecht van der Marck
- 1580 - 1588: Willem Robrecht van der Marck
- 1588 - 1594: Charlotte van der Marck
- 1591 - 1623: Hendrik de La Tour d'Auvergne
- 1623 - 1626: Elisabeth van Nassau (regentes)
- 1626 - 1642: Frederik Maurits de La Tour d'Auvergne